# Uleiellaceae
Uleiellaceae es una familia de hongos tizón en el orden Ustilaginales. La familia es monotípica, conteniendo un solo género Uleiella, con dos especies.